# Władca życzeń IV
Władca życzeń IV (tytuł oryg. Wishmaster 4: The Prophecy Fulfilled) – amerykański horror z 2002 roku, czwarta część filmu Władca życzeń. Film wydano na rynku wideofonicznym.

## Zarys fabuły
Lisa i Max są szczęśliwą parą. Kupują dom na przedmieściach miasta. Następnie przyjeżdżają, aby zobaczyć, jak postępują prace w przygotowywaniu domu do zamieszkania. Pewnego dnia Max ulega wypadkowi, w wyniku którego zostaje sparaliżowany, ale mimo to para przeprowadza się do nowego domu. Max pracuje w domu, a Lisa w wielkiej korporacji jako manager. Szef tej korporacji robi „lewe” interesy, na ślad których wpada Lisa. Dziewczyna zaczyna mieć koszmary senne o nadejściu szatana i walce z nim.